# Нідерштадтфельд
Нідерштадтфельд (нім. Niederstadtfeld) — громада в Німеччині, розташована в землі Рейнланд-Пфальц. Входить до складу району Вульканайфель. Складова частина об'єднання громад Даун.
Площа — 9,13 км2. Населення становить 446 ос. (станом на 31 грудня 2020).